# Desplaçament d'Stokes

Diagrama del canvi de Stokes entre els espectres de llum d'absorció i emissió

El desplaçament d'Stokes és la diferència (en energia, nombre d'ona o unitats de freqüència) entre les posicions dels màxims de banda dels espectres d'absorció i emissió (la fluorescència i Raman són dos exemples) de la mateixa transició electrònica. Porta el nom del físic irlandès George Gabriel Stokes.

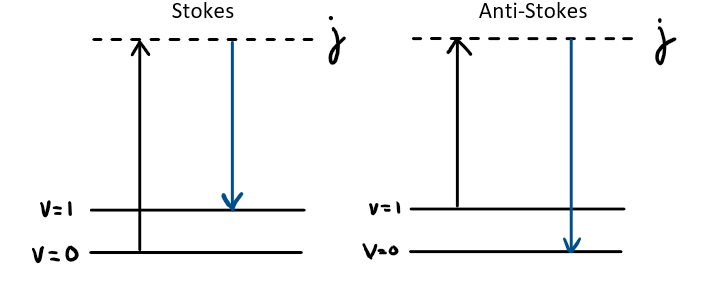
Per a Stokes (esquerra), la molècula s'excita des d'un nivell d'energia vibracional (v=0) a un estat virtual (j). La dispersió de Stokes mostra que l'energia emesa és menor que l'absorbida. L'anti-Stokes (dreta) mostra que l'energia emesa és més que l'absorbida.

Quan un sistema (ja sigui una molècula o un àtom) absorbeix un fotó, guanya energia i entra en un estat excitat. El sistema es pot relaxar emetent un fotó. El desplaçament d'Stokes es produeix quan l'energia del fotó emès és inferior a la del fotó absorbit, la qual cosa representa la diferència d'energia dels dos fotons.
El canvi de Stokes és principalment el resultat de dos fenòmens: la relaxació o dissipació vibracional i la reorganització del dissolvent. Un fluoròfor és una part d'una molècula amb un moment dipolar que presenta fluorescència. Quan un fluoròfor entra en un estat excitat, el seu moment dipolar canvia, però les molècules de dissolvent circumdants no poden ajustar-se tan ràpidament. Només després de la relaxació vibratòria es realinen els seus moments dipolars.
Els desplaçaments de Stokes es donen en unitats de longitud d'ona, però això és menys significatiu que les unitats d'energia, nombre d'ona o freqüència perquè depèn de la longitud d'ona d'absorció. Per exemple, un canvi de Stokes de 50 nm des de l'absorció a 300 nm és més gran en termes d'energia que un canvi de Stokes de 50 nm des de l'absorció a 600 nm.

## Fluorescència Stokes
La fluorescència de Stokes és l'emissió d'un fotó de longitud d'ona més llarga (freqüència o energia més baixa) per part d'una molècula que ha absorbit un fotó de longitud d'ona més curta (freqüència o energia més alta). Tant l'absorció com la radiació (emissió) d'energia són distintius per a una estructura molecular particular. Si un material té una banda intercalada directa en el rang de llum visible, la llum que llueix s'absorbeix, la qual cosa excita els electrons a un estat d'energia més alta. Els electrons romanen en estat excitat durant uns 10-8 segons. Aquest nombre varia en diversos ordres de magnitud, depenent de la mostra, i es coneix com la vida útil de la fluorescència de la mostra. Després de perdre una petita quantitat d'energia a través de la relaxació vibratòria, la molècula torna a l'estat fonamental i s'emet energia.

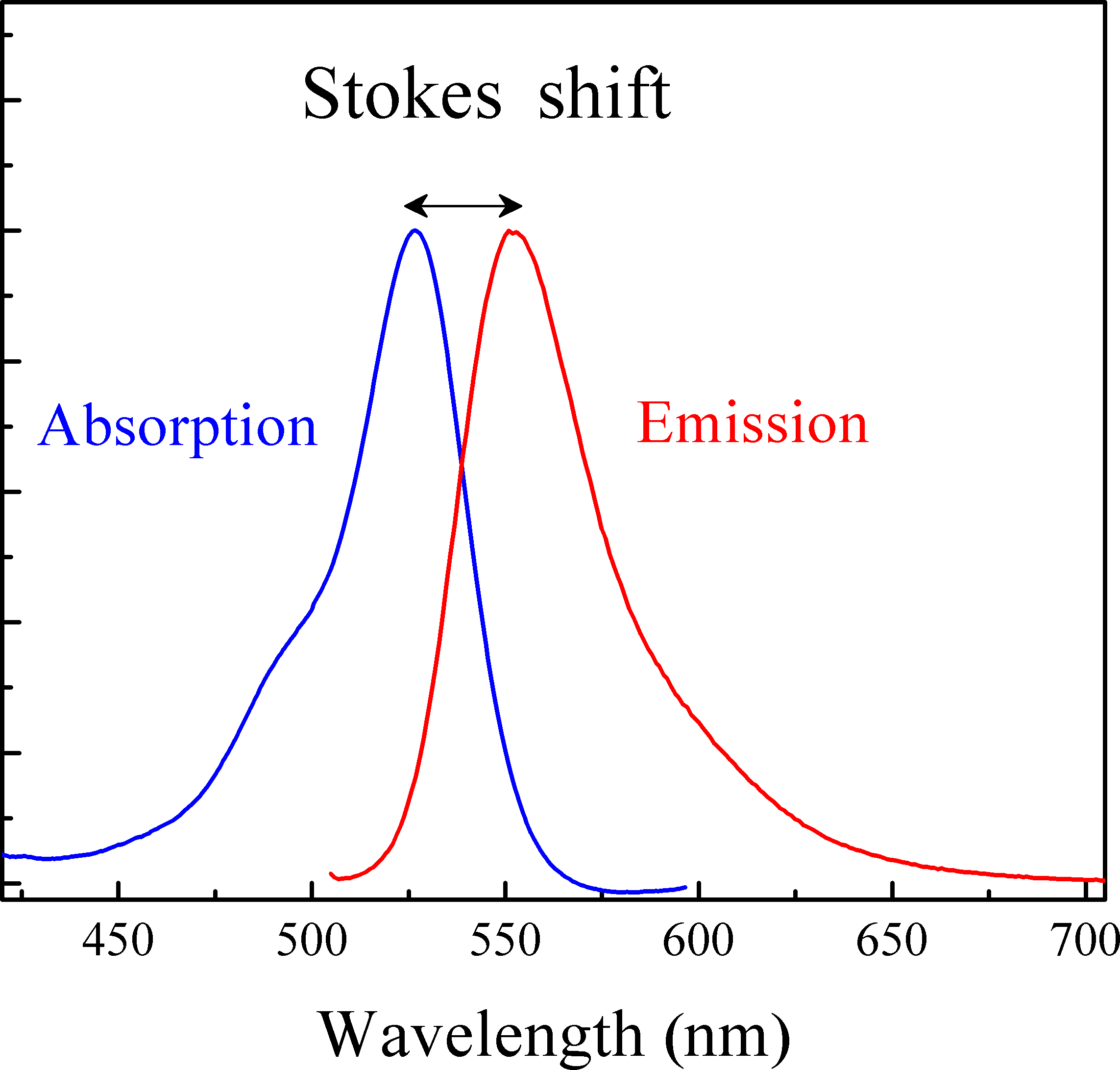
Espectres d'absorció i emissió de rodamina 6G amb ~ 25 nm desplaçament Stokes

## Desplaçament Anti-stokes
Si el fotó emès té més energia que el fotó absorbit, la diferència d'energia s'anomena desplaçament anti-Stokes; aquesta energia addicional prové de la dissipació dels fonons tèrmics en una xarxa cristal·lina, refredant el cristall en el procés. Els canvis Anti-Stokes també poden ser deguts a processos d'aniquilació de triplets-triplets, que donen lloc a la formació d'estats de singlet superiors que emeten a energies més altes.

## Aplicacions dels desplaçaments d'Stokes i anti-Stokes

### Espectroscòpia Raman
En l'espectroscòpia Raman, quan una molècula és excitada per radiació incident, experimenta un desplaçament d'Stokes ja que emet radiació a un nivell d'energia més baix que la radiació incident. L'anàlisi de la intensitat i la freqüència del desplaçament espectral proporciona informació valuosa sobre els modes vibracionals de les molècules, permetent la identificació d'enllaços químics, grups funcionals i conformacions moleculars.

### Oxisulfur d'itri
Oxisulfur d'itri (Y2O2S) dopat amb oxisulfur de gadolini (Gd2O2S) és un pigment industrial comú anti-Stokes, que absorbeix a l'infraroig proper i emet a la regió visible de l'espectre. Aquest material compost s'utilitza sovint en aplicacions luminiscents, on absorbeix fotons de menor energia i emet fotons de major energia. Aquesta propietat única el fa especialment valuós en diversos camps tecnològics, com ara la impressió de seguretat, les mesures contra la falsificació i les pantalles luminescents. Mitjançant l'aprofitament de la fluorescència anti-Stokes, aquest pigment permet la creació de tintes, recobriments i materials vibrants i duradors amb una visibilitat millorada i capacitats d'autenticació.

### Conversió ascendent de fotons
La conversió de fotons és un procés anti-Stokes on els fotons de menor energia es converteixen en fotons de major energia. Un exemple d'aquest procés posterior es demostra mitjançant la conversió ascendent de nanopartícules. S'observa més habitualment en l'espectroscòpia Raman, on es pot utilitzar per determinar la temperatura d'un material.

### Dispositius optoelectrònics
A les capes semiconductors de pel·lícula prima de banda intercalada directa, l'emissió desplaçada de Stokes pot originar-se a partir de tres fonts principals: dopatge, tensió i desordre. Cadascun d'aquests factors pot introduir variacions en els nivells d'energia del material semiconductor, donant lloc a un desplaçament de la llum emesa cap a longituds d'ona més llargues en comparació amb la llum incident. Aquest fenomen és especialment rellevant en dispositius optoelectrònics on el control d'aquests factors pot ser crucial per optimitzar el rendiment del dispositiu.